# باول ووكر (لاعب كرة قدم أمريكية)
باول ووكر (بالإنجليزية: Paul Walker)‏ هو لاعب كرة قدم أمريكية أمريكي، ولد في 9 يوليو 1925 في سبرينغفيلد في الولايات المتحدة، وتوفي في 20 أكتوبر 1972 في West Hartford, Connecticut ‏ في الولايات المتحدة.

## وصلات خارجية
- بول ووكر على موقع مرجع كرة القدم المحترفة.كوم (الإنجليزية)
- بول ووكر على موقع JustSportsStats.com (الإنجليزية)